# Segundo Gallo
Segundo B. Gallo fue un profesor y político argentino que se desempeñó como senador nacional por la provincia de Catamarca entre 1922 y 1928 y como gobernador del Territorio Nacional de La Pampa entre 1932 y 1933.

## Biografía
Nació en el departamento Tinogasta de la provincia de Catamarca. Se desempeñó como profesor.
En diciembre de 1922 asumió como senador nacional por Catamarca, completando su mandato en 1928. Las elecciones que le correspondían habían ocurrido en 1919, pero en un conflicto provincial que conformó dos legislaturas, los diputados conservadores eligieron senadores distintos a los de la Unión Cívica Radical (Gallo y Fernando Soria). El Senado finalmente se expidió a favor de los radicales.
Integró las comisiones de Obras Públicas, de Guerra y Marina y la comisión parlamentaria mixta de Cuentas. En 1924 fue uno de los fundadores de la Unión Cívica Radical Antipersonalista, incorporándose al bloque del mismo en el Senado, en el cual tuvo activa participación.
Entre septiembre de 1932 y agosto de 1933, se desempeñó como gobernador del Territorio Nacional de La Pampa, designado por el presidente Agustín P. Justo. Sus secretarios fueron Oscar Meana y Arturo Castro. Su designación fue criticada por la población pampeana.
En 1946 fue elegido a la Cámara de Diputados de la Provincia de Catamarca por el Partido Laborista en representación del departamento Tinogasta, desempeñándose como vicepresidente primero de la cámara. Allí presentó proyectos de ley relacionados con salud pública y educación. Hacia 1950 era profesor en el colegio Nacional de Mujeres de Catamarca.
Una calle de San Fernando del Valle de Catamarca lleva su nombre.